# NGC 3231
NGC 3231 est un amas ouvert, situé dans la constellation de la Grande Ourse. Il a été découvert par l'astronome britannique John Herschel en 1832.
Très peu de données sont disponibles au sujet de cet amas. Il s'agit d'un amas de grande taille, pauve, peu comprimé dont la magnitude des étoiles est entre 10 et 12.
NGC 3231 ne figure ni dans la Base de données WEBDA ni dans le catalogue Lynga. Simbad considère qu'il s'agit d'un artéfact ou d'une erreur.